# Johan Banér
Johan Banér (23 de junho 1596 – 10 de maio 1641) foi um marechal-de-campo sueco na Guerra dos 30 anos.

## Vida
Nasceu no Castelo de Djursholm na Uplândia. Aos quatro anos de idade, foi forçado a testemunhar como o seu pai, o conselheiro Gustaf Banér, e seu tio, Sten Axelsson Banér (também conselheiro), foram executados no Massacre de Linköping em 1600. Eles foram acusados de alta traição pelo Rei Carlos IX devido ao apoio dado ao Rei Sigismundo. Apesar de ter sido o pai do Rei Gustavo Adolfo quem executou o pai de Banér, os dois desenvolveram uma forte amizade desde cedo, em parte porque logo após a coroação de Gustavo Adolfo ele se encarregou de reinstalar a família Banér.
Entrou no Exército Sueco em 1615, participando do cerco sueco à cidade de Pskov durante a Guerra Ingriana, Banér provou ser um jovem excepcionalmente corajoso.
Ele também serviu com distinção nas guerras contra a Rússia e Polônia, e chegou ao posto de Coronel aos 25 anos de idade.
Em 1630, Gustavo Adolfo chegou à Alemanha e um de seus principais chefes subordinados, Banér, serviu na campanha do norte da Alemanha. Na primeira Batalha de Breitenfeld ele liderou a ala direita da cavalaria Sueca. Este presente na tomada de Augsburg e de Munique, e teve papel importante em Lech e em Donauwörth.
No ataque sem sucesso ao acampamento de Albrecht von Wallenstein na batalha de Alte Veste, Banér se feriu, e logo depois, quando Gustavo marchou sobre Lützen, foi deixado no comando do oeste, onde ele se opôs ao General Imperial Johann von Aldringen. Dois anos depois, Banér, com 16 000 homens, entrou na Bohemia e, junto ao exército saxão marchou sobre Praga. Mas a total derrota de Bernard of Saxe-Weimar na primeira Batalha de Nördlingen parou o avanço.
Depois deste evento a Paz de Praga colocou o exército sueco em uma situação precária, mas a vitória dos aliados de Banér, Carl Gustaf Wrangel e Lennart Torstensson em Kyritz e em Wittstock (em 4 de outubro, 1636), restaurou a influência sueca no centro da Alemanha. Porém, os três exércitos unidos eram considerados inferiores em força em relação aos derrotados, de forma que em 1637 Banér foi completamente incapaz de confrontar o inimigo. Resgatando com grande dificuldade a guarnição de Torgau, ele bateu em retirada de Oder para a Pomerânia.
Em 1639, entretanto, ele novamente vai ao noroeste da Alemanha, derrota os saxões em Chemnitz e invade a Boémia por conta própria. O inverno de 1640–1641 Banér passou no oeste. Seu último triunfo foi um audacioso ataque na zona do rio Danúbio. Levantando acampamento no meio do inverno (ato muito incomum no século XVII), ele uniu forças com a França sob representação de Comte de Guébriant e surpreendeu Ratisbona, onde a Dieta estava. Apenas o gelo impediu a captura do lugar. Banér teve de retirar-se para Halberstadt. Foi aí que em 10 de maio de 1641 morreu, após designar Torstenson como seu sucessor. Banér muito estimado por seus homens, que levaram o seu corpo com eles no campo deWolfenbüttel. Banér foi lembrado como um dos melhores generais de Gustavo, e ofertas tentadoras (as quais ele recusou) foram feitas a ele pelo imperador para que Banér se submetesse ao império. Seu filho recebeu dignamente o título de conde.
Johan Banér está enterrado na Igreja de Riddarholmen em Estocolmo.